# Fenerbahçe (Kadıköy)
|  | Per a altres significats, vegeu «Fenerbahçe (desambiguació)». |

Fenerbahçe (AFI /feˈnɛrbaht͡ʃe/), és un barri de Kadıköy, a la part asiàtica d'Istanbul, a la riba del Mar de Màrmara. El seu nom vol dir el jardí del far en turc (de fener, que significa "far", i bahçe, que significa "jardí").
Sota l'Imperi Romà d'Orient, aquest barri asiàtic de Constantinoble duia el nom de Hiereia i allà s'hi trobava un dels principals palaus suburbans des del regnat de Justinià I. En l'actualitat és cèlebre pel seu club de futbol: el Fenerbahçe SK.